# Пастушок Легата
Пастушок Легата (лат. Erythromachus leguati) — вид вымерших нелетающих птиц из семейства пастушковых, эндемик острова Родригес. Вид назван в честь французского путешественника Франсуа Лега (1637—1735), который посетил остров и описал этот вид.
Вид описан по костным останкам и сообщениям путешественников. Это была небольшая нелетающая птица с голубовато-серым оперением. Вид исчез до 1761 года из-за неумеренной охоты.